# Tetrápodo (estructura)

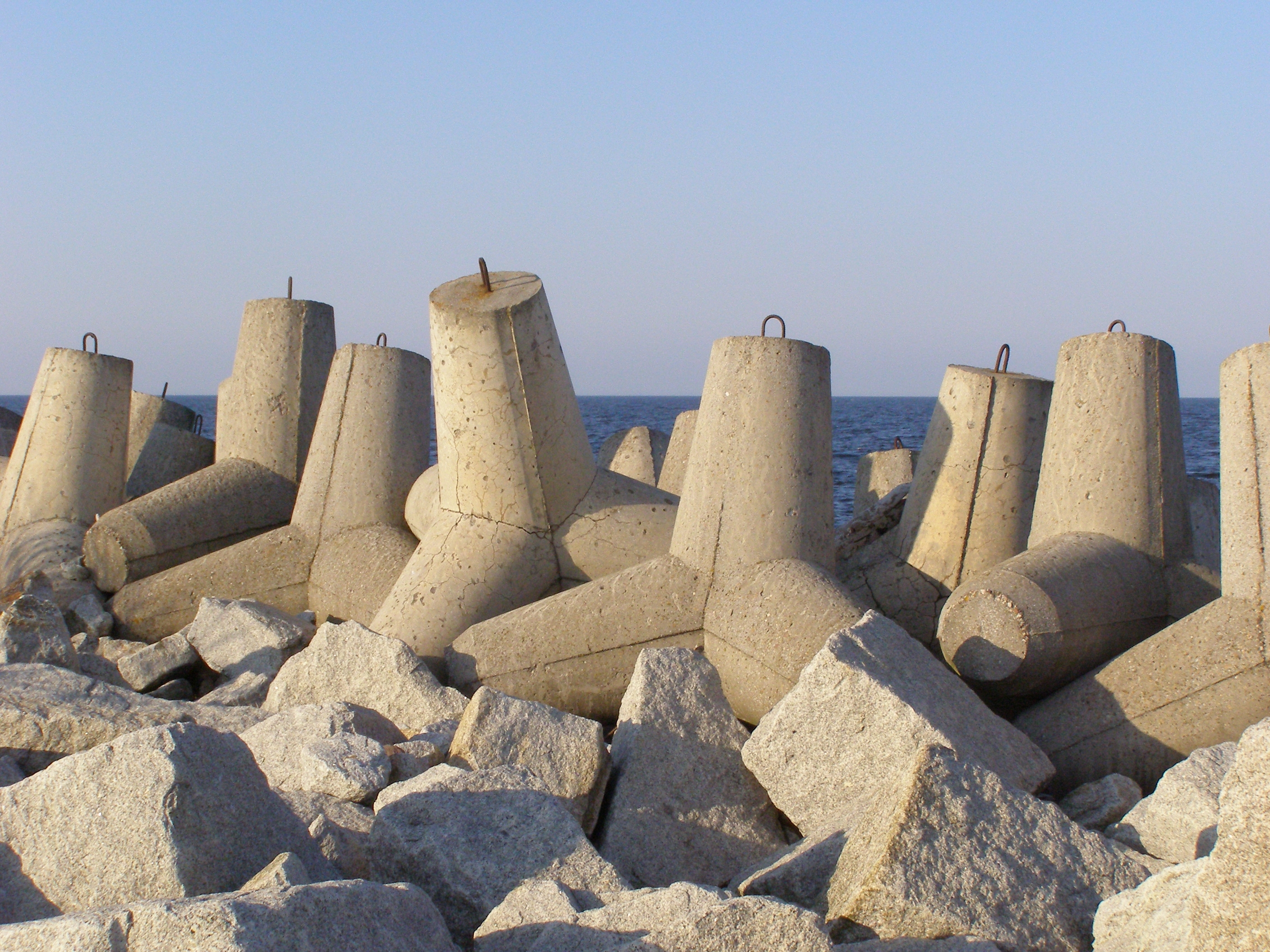
Tetrápodos en Polonia

Un tetrápodo es una estructura de hormigón con forma de tetraedro estilizado, que, gracias a su capacidad de intrincarse con figuras análogas y a su estabilidad geométrica, al reposar siempre sobre tres pies en un equilibrio muy estable, ha sido empleado en obras civiles (particularmente en la construcción de rompeolas) y militares (para bloquear el paso de tropas o civiles, en ocasiones reforzado con alambre de espino).
Fue desarrollado y patentado por el Laboratoire Dauphinois d'Hydraulique (Neyrpic) en 1950, con la participación de Pierre Danel.
Los rompeolas realizados con tetrápodos se caracterizan por una gran capacidad para absorber el impacto de las olas, debido a que forman una estructura de gran rugosidad y porosidad.